# Champougny
Champougny település Franciaországban, Meuse megyében. Lakosainak száma 86 fő (2022. január 1.). Champougny Uruffe, Maxey-sur-Vaise, Montbras, Pagny-la-Blanche-Côte, Sepvigny és Taillancourt községekkel határos.

## Népesség
A település népességének változása:
| Lakosok száma | 84   | 57   | 51   | 100  | 114  | 103  | 83   | 79   | 75   | 86   |
|               | 1968 | 1982 | 1990 | 2006 | 2013 | 2015 | 2017 | 2019 | 2020 | 2022 |